# Linux Libertine
 Linux Libertine  es un tipo de letra digital creada en 2003 por Philipp H. Poll en el Proyecto de Fuentes Abiertas «Libertine», el cual apunta a crear alternativas libres y de código abierto de otros tipos de letra privativos como Times New Roman. Fue desarrollada con el editor de fuente libre FontForge y se encuentra bajo los términos de la Licencia Pública General de GNU versión 3 y de la SIL Open Font License. Está incluida en LibreOffice y es la tipografía que usa el logotipo de Wikipedia desde 2010.

## Características
Linux Libertine es una tipografía proporcional serif inspirada en el tipo de libro del siglo XIX y se pretende como una sustitución de la familia de fuentes Times.
El tipo de letra tiene cinco estilos: normal, negrita, cursiva, negrita y cursiva y versalita, todos ellos están disponibles en formato TrueType y OpenType , así como su código fuente. La versión OpenType permite posicionamiento, espaciado y sustitución automáticos.
También hay un tipo de letra sans-serif orgánico complementario, Linux Biolinum, similar a Optima o Candara. Está disponible en negrita y cursiva.
Linux Libertine contiene más de 2,000 símbolos y abarca conjuntos de caracteres como el Alfabeto griego, Alfabeto cirílico, y Alfabeto hebreo. Además, ofrece varias ligaduras (como ff, fi, y ct, y ß).También incluye caracteres especiales como el Alfabeto Fonético Internacional, flechas, símbolos florales, números Romanos, figuras de texto, entre otros. Tux está incluido en el código Unicode U+E000.
Linux Libertine y Linux Biolinum fueron empaquetados con LibreOffice cuando se liberó la suite 3.3, con algunas características adicionales en la versión 3.5. Es la fuente por defecto de LibreOffice en muchas distribuciones de Linux, como Fedora, Linux_Mint, openSUSE, y Ubuntu.

## Uso

Logo de Wikipedia

En 2010, Linux Libertine fue adoptada como una alternativa libre y de código abierto para la tipografía Hoefler Text en la redefinición del logo de Wikipedia, haciendo posible «la traducción de la identidad» (adaptación según el lenguaje, la cultura y otros factores) de Wikipedia a más de 250 idiomas y conjuntos de caracteres. El carácter «W», que anteriormente había sido utilizado en varios otros sitios de Wikipedia (como favicon) y era una «parte distintiva de la marca de Wikipedia», había «cruzado» dos símbolos V en el logotipo original, mientras que Linux Libertine tiene una forma unida en la letra w. Como solución, la forma «cruzada» para W fue añadida a Linux Libertine como una variante de OpenType.
Ambas tipografías, Linux Libertine y Linux Biolinum son implementadas en la revista de diseño libre de código abierto Libre Graphics Magazine.